# NGC 4196
NGC 4196 is een lensvormig sterrenstelsel in het sterrenbeeld Hoofdhaar. Het hemelobject werd op 11 april 1785 ontdekt door de Duits-Britse astronoom William Herschel.

## Synoniemen
- UGC 7245
- MCG 5-29-40
- ZWG 158.50
- PGC 39098